# 水野忠光
水野 忠光（みずの ただあきら/ただあき）は、肥前国唐津藩の第3代藩主。忠元系水野家10代。水野忠之の玄孫で水野忠邦の実父である。

## 略歴
明和8年（1771年）8月20日、第2代藩主水野忠鼎の長男として生まれる。天明5年（1785年）に従五位下、式部少輔に叙任される（のち転任）。文化2年（1805年）9月5日の父の隠居により家督を継いだ。藩政においては父が用いた家老の二本松義廉を罷免して、親政を行なって改革を進めたが効果はなく、文化9年（1812年）に次男の忠邦に家督を譲って隠居した。文化11年（1814年）4月4日に江戸で死去した。享年44。
没年の文化11年には唐津の雄岳山に地元の石工（値賀川内石工）らによって墓碑が建立された
。墓所は茨城県結城市大字山川新宿の山川水野家墓所にもある（菩提寺の旧万松寺内にあった墓所で初代忠元から11代忠邦までの11基の墓のみが残る）。

## 系譜
父母
- 水野忠鼎（父）
- 袖 ー 水野忠辰の娘（母）

正室
- 勝子 ー 浅野重晟の娘

側室
- 恂 ー 中川氏

子女
- 水野芳丸（長男）
- 水野忠邦（次男）生母は恂（側室）
- 内藤正縄[3]（三男）
- 堀直哉[4]（五男）
- 跡部良弼[5]（六男）
- 駒木根政任
- 水野忠勧
- 長谷川正道
- 釧 ー 大久保忠保正室
- 連 ー 小笠原長昌正室
- 朔 ー 内藤政民正室、内藤政環の養女
- 幸子 ー 堀親義正室